# Jakoetskse Postweg
De Jakoetskse Postweg (Russisch: Якутский тракт; Jakoetski trakt), ook wel Jakoetsk-Irkoetskpostweg ((Якутско-Иркутский тракт; Jakoetsko-Irkoetski trakt) of Postweg bij de Lena (Приленский тракт; Prilenski trakt) genoemd, was de postweg tussen de Russische steden Irkoetsk en Jakoetsk. 

## Geschiedenis
De weg werd aangelegd in de 17e en de eerste helft van de 18e eeuw. In 1738 werd er een postweg van gemaakt ter ondersteuning van de Tweede Kamtsjatka-expeditie. 
In 1743 werden de eerste wisselplaatsen voor paarden opgezet op de route. Omdat er een tekort was aan mensen om de route in stand te houden, werd in 1772 besloten om deze voortaan door ballingen te laten onderhouden, maar al snel bleek dat deze hiertoe niet goed in staat waren en bovendien van de honger stierven omdat er geen graan kon worden verbouwd of vee kon worden gehouden. In 1781 werd deze verplichting voor ballingen dan ook weer opgeheven door de gouverneur in Irkoetsk. In diezelfde tijd nam de bewoning langs de route toe. Het aantal wisselplaatsen nam toe van 28 in 1743 tot 38 in het begin van de 19e eeuw en 114 in de jaren 1860. 
Begin 20e eeuw bedroeg de lengte 2766 wersten (2950 km). In die tijd werd het vervoer over de Lena echter steeds belangrijker en verloor de weg haar waarde. De Russische Burgeroorlog zorgde voor grote schade aan de vervoersdiensten. Daarna zorgde de opkomst van de auto en het vliegtuig en de ontwikkeling van een andere weg tussen de Amoer en Jakoetsk ervoor dat de postweg definitief tot het verleden behoorde.